# Освіта в Азербайджані
Освіта в Азербайджані у періоді 2004–2008 рр. була досягнута значним успіхам в галузі освіти. Сфері освіти державою приділяється велика увага. У видатках державного бюджету Азербайджану на цілі освіти виділяються великі кошти. Витрати на освіту посідають друге місці після витрат на армію. У 2009 році вони склали приблизно 1 мільярд манатів (1,25 мільярда доларів США), що дозволило зміцнити матеріально-технічну базу освіти, а також привести навчальні програми у відповідність із найвищим світовим рівнем. У цей період в Азербайджані високими темпами йде і будівництво шкіл. За 4 роки побудовані 1200 нових шкіл, сотні старих шкіл відремонтовані.

## День Знань в Азербайджані
Указом Президента Азербайджану Ільхама Алієва від 21 серпня 2004 року, з метою удосконалення існуючого в навчальних закладах Азербайджанської Республіки режиму роботи, у зв'язку зі створенням ефективної системи діяльності, яка є підвищення якості навчання в цих навчальних закладах, Президент Азербайджану ухвалив:
1. Установіть, що заняття у всіх навчальних закладах Азербайджанської Республіки починаються 15 вересня.
2. Об'явіть 15 вересня «Днем знань».
3. З 2004/2005 навчального року в I–IV класах загальноосвітніх шкіл Азербайджанської Республіки запровадити п'ятиденний навчальний тиждень.
4. Міністерству освіти Азербайджанської Республіки в шестимісячний термін спільно з відповідними органами виконавчої влади підготувати та подати Президенту Азербайджанської Республіки пропозиції щодо забезпечення переходу всіх загальноосвітніх шкіл на п'ятиденний навчальний тиждень.
5. Кабінету Міністрів Азербайджанської Республіки вирішити питання, що випливають із цього Указу.

## Державна програма з інформатизації системи освіти в Азербайджані у2008–2012роках
З метою створення в Азербайджанській Республіці єдиної загальнонаціональної освітньої середовища шляхом широкого впровадження сучасних інформаційних і комунікаційних технологій та забезпечення всім верствам населення можливості отримання якісної освіти Президент Азербайджанської Республіки Ільхам Алієв своїм указом від 10 червня 2008 року постановив:
1. Утвердіть «Державну програму з інформатизації системи освіти в Азербайджанській Республіці у 2008–2012 роках».
2. Визначити координуючим органом Державної програми, затвердженої пунктом 1 цього Розпорядження, Міністерство освіти Азербайджанської Республіки.
3. Кабінету Міністрів вирішити питання, що випливають з цього Розпорядження.

## Система освіти в Азербайджані
- Дошкільне виховання
- Загальна освіта
- Спеціалізоване освіта
- Підготовка після диплома
- Магістратура
- Докторантура
- Заняття та виховання за межами школи
- Вільне освіта
- Підготовка кадрів і кваліфікацій

## Обмін студентами
В Азербайджані робляться вельми успішні кроки і в галузі міжнародного співробітництва, приєдналися до Болонського процесу. У рамках Болонського процесу більш активно здійснюється обмін студентами. Молодь з Азербайджану навчається в провідних вищих навчальних закладах світу. Для організації цієї роботи було підписано спеціальне розпорядження президента, й у 2007 році перші студенти були направлені в провідні вузи світу. Вони отримують там освіту за рахунок державних коштів і потім повертаються на батьківщину. Всі ці дії спрямовані на те, щоб у республіці з'явилися професійні кадри, що відповідають всім сучасним вимогам.

## День Вчителя
Серед багатьох свят, які проводяться в школі, особливе місце займає День вчителя, що проводиться в першу неділю жовтня. Присвячені йому шкільні вечори, театралізовані вистави та святкові концерти. В Азербайджані День Вчителя відзначають у першу неділю жовтня. У багатьох школах цей день вважають саме Днем вчителя, а не святом всієї школи: вчителі приходять ошатними, приймають вітання, квіти, ввечері влаштовують чаювання. Діти ж не відчувають це свято своїм. Навіть у дуже хороших школах, де існує справжня дружба дорослих і дітей, педагогічний колектив нерідко забуває про великих виховних можливостях свята: формуванні любові до своєї школи, інтересу до професії вчителя.

## Міжнародний день рідної мови
Щорічно 21 лютого жителі планети відзначають День рідної мови. Щороку в цей день у Баку під егідою Департаменту Громадської Інформації ООН, національної комісії Азербайджану у справах ЮНЕСКО проводять різні заходи, в якому беруть участь відомі в республіці громадські та політичні діячі, представники наукових кіл та вищої школи.
«Завдяки підтримці президента Ільхама Алієва і уряду республіки в Азербайджані на івриті — рідному для кожного єврея мовою — видаються книги, словники та інша література, іврит вивчається в єврейській школі, на мовних відділеннях Університету іноземних мов і Бакинського Державного університету. І цей феномен не тільки підтверджує притаманну Азербайджану толерантність, але має також безумовну цінність для взаємозбагачення культур населяють республіку народів», — підкреслив у своєму виступі глава общини гористих євреїв Азербайджану.

## Міжнародний день дитячої книги
Щорічно, в день народження Ханса Крістіана Андерсена, — 2 квітня святкується Міжнародний день дитячої книги. Починаючи з 1967 року за ініціативою і рішенням Міжнародної ради з дитячої книги 2 квітня, в день народження великого казкаря Ганса Крістіана Андерсена, весь світ відзначає Міжнародний день дитячої книги, підкреслюючи тим самим неминущу роль дитячої книги у формуванні духовного та інтелектуального обличчя нових поколінь Землі.
Чимало дитячих книг зібрано в Музеї Мініатюрної книги в Баку. Понад двадцять років його творець, Заріфа Салахова, збирала цю рідкісну колекцію — 4000 міні-книг з 47 країн світу.

Заріфа Салахова, директор Музею мініатюрної книги: 
«За 5 років я видала 30 мініатюрних книг, які пов'язані з нашою літературою, мистецтвом, музикою. Серед них чимало книг, присвячених дітям: казки, повісті, оповідання, вірші та багато іншого».
У музеї зібрані книги, видані в Росії в дореволюційний період і в радянський час. Мініатюрні видання України та Білорусі, Молдови та Середньої Азії, Грузії. З азербайджанської літератури — твори класиків — Нізамі, Насимі, Вагіфа, Фізулі, Фаталі Ахундова.

## Історія освіти
Після прийняття ісламу грамотність у Баку стала фактично обов'язковою, тому що всі мусульмани повинні були вміти читати Коран. Школи (мектеби) були при всіх мечетях, університети (медресе) — тільки при великих мечетях. Існували й окремі мектеби, а також великі медресе. Викладання велося звичайно з групами в 4-6 учнів у мектебі і 10-15 — у медресе. Хлопчики і дівчатка повинні були вчитися разом. Проте насправді дівчинки отримували освіту вдома, хоча на початку XIX століття в Баку існували дві невеликі школи для дівчаток. Часто домашню освіту отримували і хлопчики із заможних сімей. Мулла, провідний навчання, грав роль європейського гувернера. Слово мулла стало синонімом слова муаллім (учитель). У мектебі педагог сидів серед учнів, у медресе — на кафедрі, а поруч з ним сиділи його помічники, які доводили до студентів слова педагога і відповідали на їхні запитання. Мектеби перебували у віданні окремих мулл, а медресе були на забезпеченні великих релігійних організацій.
Навчання у школах починалося з освоєння арабської писемності і заучування Корану напам'ять. Вивчив Коран напам'ять називався хафізом. Після цього приступали до вивчення перської мови, ісламського права, історії ісламу, філософії, арифметики, астрономії та астрології та ін. Тому після приєднання Баку до Росії ці школи іноді називали перськими.
Для легкості засвоєння матеріалу деякі підручники писалися у віршованій формі. Починаючи з раннього Середньовіччя для таких шкіл складалися і переписувалися писарями у великих кількостях персько-азербайджанські і арабсько-азербайджанські словники. Учні сиділи на килимі, підібгавши ноги під себе. Книгу або зошит тримали на правому коліні. Рідкісні і дорогі книги розміщувалися на спеціальній підставці — рахіль. Перед учнями лежав галамдан (пенал), в якому знаходилися приналежності, необхідні для каліграфічного письма: чорнильниця, пір'я, складаний ножик, ножиці і шматок слонової кістки, необхідної для підрізання пір'я. Заняття велися з ранку до вечора з годинною перервою на обід. Канікул не було. На Новруз байрами відпочивали три або чотири дні. Їжу діти приносили разом зі спеціальною скатертиною з дому.
Методика викладання (особливо мов), відпрацьована століттями, була дуже ефективною, хоча для досягнення цієї ефективності часом доводилося застосовувати тілесні покарання.
Для продовження навчання випускники їхали в провідні університети Шамах, Гянджі, Тебріза і Багдада, брали участь у всіляких диспутах. У невеликому Баку було близько 20 мечетей з мектебе і медресе, кілька самостійних мектебе і кілька медресе вищої освіти при ханагях і імам-заде. З початку XIX століття зазначені школи почали європеїзуватися. З'явилися школи нового типу. У перших школах такого типу дітей саджали на невеликі табуреті у невисоких парт, так, щоб їм легко було пристосуватися до нових умов. З'явилися класні дошки та всілякі навчальні посібники.
У 1832 році царська адміністрація відкрила в Баку повітове училище, пізніше перетворене в губернське. Розміщувалося воно за межами кріпосних стін у першій лінії нової забудови в одноповерховому кам'яному будинку. Викладання велося російською та азербайджанською мовами за програмою, прийнятою в християнській Росії. Особливою популярністю у зв'язку з цим училище не користувалося, хоча випускники училища мали певні привілеї при вступі на роботу. У зв'язку з цим з ініціативи та за матеріальної підтримки заможних бакинців у 1848 році в Баку відкрилося так зване Мусульманське училище, програма навчання в якому була ближчою до традицій, прийнятим у мектебе міста, а оснащення і методика викладання — сучаснішими. Термін навчання був 6 років — по два роки на курс. Випускники училища мали право вступу до гімназії.

## Статистика
|                    | 2000/2001 | 2003/2004 | 2004/2005 | 2005/2006 | 2006/2007 | 2007/2008 | 2008/2009 |
| ------------------ | --------- | --------- | --------- | --------- | --------- | --------- | --------- |
| загальна кількість | 4561      | 4565      | 4553      | 4559      | 4538      | 4562      | 4557      |
| включаючи:         |           |           |           |           |           |           |           |
| денних             | 4548      | 4553      | 4544      | 4550      | 4529      | 4555      | 4550      |
| з яких:            |           |           |           |           |           |           |           |
| державних          | 4548      | 4542      | 4533      | 4538      | 4516      | 4538      | 4533      |
| недержавних        | –         | 11        | 11        | 12        | 13        | 17        | 17        |
| вечірніх           | 13        | 12        | 9         | 9         | 9         | 7         | 7         |

## Виноски
1. ↑  «Старий Баку». Чингіз Каджар. Баку — 2007